# Вільгельм Лобковіц
Льобковіц Вільгельм, Лобковець Вільгельм (нім. Wilhelm Lobkowitz, чеськ. Vilém Lobkowicz, рос. Лобковиц Вильгельм Вильгельмович; 3 лютого 1893 — 5 лютого 1938) — з 1919 року в РСЧА та з 1919 р. отаман (майор) УГА, командира бригади РСЧА СРСР від 1936 р. Мав прізвисько «хитрий генштабіст» (хитрий службовець Генерального Штабу Армії).

## Життєпис

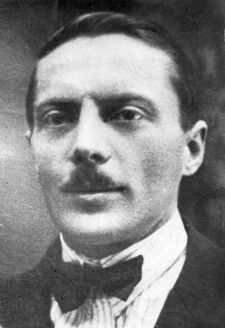
Вільгельм Лобковіц у Москві (фото з книги О. Стецишина «Ландскнехти Галицької армії»)

Вільгельм Льобковіц народився у 1893 році у м. Фрідек округа Фрідек-Сілезія (тепер Фрідек-Містек в Північній Моравії) Австро-угорської імперії.
- У 1908 р. завершив навчання у гімназії[2].
- У 1914 р. — закінчив Технічний інститут[2][1].
- У 1914 р. мав навчання у військовій академії: Академію піхоти й кавалерії в Вітер-Нейштаті у Німеччині[2][1].
- У 1918 р. мав вишкіл у Військових курсів у Белграді[1][2].

Брав участь у 1914—1918 роках у Першій світовій війні, тоді ж став начальником оперативної частини армійської групи штабу 18-го австрійського корпусу, отримав звання майора Генштабу Австро-Угорської імперії. Кавалер багатьох бойових нагород. Володів чеською, німецькою, англійською, українською, польською та французькою мовами. Характеризувався як «здібний ген-штабіст».
У 1918—1921 роках — учасник Громадянської війни на Західному та Південному фронті.
З 1919 р. завербований в РСЧА СРСР. За свідченням його доньки з м. Рязань Кароліни Вільгельмовни Лобковиць — він в Росії перебував і в 1917 р. для наведення контактів з більшовиками, де й одружився (мав трьох дітей — Кароліну, Іоанну та Гюнтера). І після розпаду Австро-Угорщини зголосився до УГА, де в ранзі сотника (звання отамана В. Льобковіцу присвоєно постановою Диктатора від 12 червня 1919 р.) був начальником оперативного штабу при Начальній команді, де фактично виконував усю роботу за тодішнього безініціативного і бездарного начальника Генеральної булави, полковника Карла Штіпіц-Тернови, хорвата, байдужої до української справи людини.
Потім В. Льобковіц очолював штаб III Галицького корпусу, розробив разом із отаманом Льонером план однієї з найславніших операцій УГА, відомої під назвою «Чортківський прорив». В. Льобковіц був також начальником штабу армійської групи генерала Антона Кравса, яка 30 серпня 1919 р. звільнила Київ від більшовиків. У 1920 р. був інтернований поляками до табору в Тухолі.
Втік з табору в Тухолі (Польща) до Ліберця (Чехія), де написав працю «Похід на Київ». У 1921 р. виїхав на роботу до УРСР, де нібито «пропав безвісти». І лише недавно вдалось з'ясувати, що В. Льобковіц викладав тактику у військовій школі «Выстрел» РСЧА у Москві, і мешкав за адресою місто Москва, вул. 25 Жовтня, дім 8, квартира 52.
- У жовтні 1921—1924 рр. — він був завідувачем Інформаційно-статистичного сектору частини «РО-РУ» РСЧА[1].
- Серпень 1924 — грудень 1925 рр. — мав практичний вишкіл на посаді командира роти 40-го і начальника полкової школи 42-го стрілецького полку[1].
- Грудень 1925 р. — серпень 1926 р. — помічник начальника редакційної частини Центральної ради «ВНО» СРСР[1].
- Серпень 1926 р. — жовтень 1930 р. — військовий керівник (рос. военрук) Московського вищого художньо-технічного інституту; жовтень 1930 р. — листопад 1932 р. — військовий керівник (рос. военрук) Московського архітектурно-будівничого інституту[1]; листопад 1932 р. — січень 1934 р. — начальник 1-го сектору Інспекції піхоти РСЧА[1]; керівник військових дисциплін Стрілецько-тактичних курсів «Постріл» (рос. Выстрел) з січня 1934 р.[1]; з квітня 1936 р. — у складі Управління керівного складу (рос. начсостава РСЧА[1].

5 лютого 1936 року отримав військове звання командира бригади (комбриг) РСЧА СРСР.
3 жовтня 1937 р. В. Льобковіц був заарештований НКВС, засуджений 24 січня 1938 р. у НКВС СРСР за звинуваченням «шпіонсько-вербувальній діяльності на користь Німеччини», а 5 лютого 1938 р. розстріляний на Бутовському полігоні під Москвою. Похований в Бутово Московської області Росії.
Реабілітований 29 лютого 1960 року.

### Національна приналежність
Євген Топінка у своїй статті «Чехи у військових формуваннях Українських січових стрільців та Українській Галицькій армії», зазначає, що різні джерела розходяться в питанні про національну приналежність отамана Вільгельма Льобковіца. Одні вважають його німцем, другі — чехом.
На користь його чеського походження Є. Топінка наводить такі аргументи:
- місце народження;
- знання В. Льобковіцем чеської мови;
- наявність В. Льобковіца в списку офіцерів-чехів колишньої австро-угорської армії[20];
- приналежність Льобковіців до старовинного чеського шляхетського роду[21], один із представників якого, Льобковіц Лонгін, був губернатором Галичини (1832—1836 рр.)[22].

## Автор публікацій російською мовою
- «Організація французской пехоты», РО-РУ, 1922 г.[1]
- «Современная организация французской армии», РО-РУ, 1922 г.[1]
- «Французские большие манёвры осенью 1923 года», РО-РУ, 1923 г.[1]